# (8681) Burs
(8681) Burs (1992 EN9) – planetoida z grupy pasa głównego asteroid okrążająca Słońce w ciągu 5 lat i 121 dni w średniej odległości 3,05 au. Została odkryta 2 marca 1992 roku.